# Suaeda vera
Espèce
Suaeda vera, la Soude ligneuse, Soude vraie ou Soude en buisson, est une espèce de plantes dicotylédones de la famille des Amaranthaceae, originaire du bassin méditerranéen et d'Europe occidentale.

## Taxinomie

### Liste des sous-espèces et variétés
Selon Catalogue of Life (9 mai 2015) :
- sous-espèce Suaeda vera subsp. longifolia (K. Koch) O. Bolòs & Vigo
- sous-espèce Suaeda vera subsp. pruinosa (Lange) O. Bolòs & Vigo
- variété Suaeda vera var. deserti Zohary & Baum

Selon Tropicos (9 mai 2015) :
- variété Suaeda vera var. brevifolia (Boiss.) Schweinfurth & Muschler

### Synonymes
Selon Flora iberica :
- Suaeda fruticosa subsp. vera (Forssk. ex J.F. Gmel.) Maire & Weiller (1962)
- Schoberia fruticosa (L.) C.A. Mey. (1829)
- Salsola fruticosa (L.) L. (1762)
- Cochliospermum fruticosum (L.) Lag. (1817)
- Chenopodium fruticosum L. (1753)
- Suaeda vera var. braun-blanquetii Castrov. & Pedrol (1988)
- Suaeda fruticosa subsp. brevifolia
- Lerchea fruticosa sensu Merino, (1905)
- Suaeda vera subsp. longifolia sensu O. Bolòs & Vigo

## Description
La floraison a lieu de juillet à octobre.

## Habitats
C'est une plante halophile qui se plait dans les prés salés et sansouires des zones littorales